# هاشمیه (استان بویره)
هاشمیه (به عربی: الهاشمية) یک شهرداری در الجزایر است که در استان بویره واقع شده‌است.
 هاشمیه  ۱۳٬۴۸۲ نفر جمعیت دارد.